# 西新井 (さいたま市)
西新井（にしあらい）は、埼玉県さいたま市西区の大字。郵便番号は331-0049。

## 地理
埼玉県東部、さいたま市西区北東部の大宮台地上に位置し、北部および東部には低地があり、そこを浅間川が流れ、概ね上尾市との境界を成している。地区の東側を上尾市大字戸崎、南側を大字内野本郷、西側を大字清河寺、北側を上尾市大字堤崎や中新井と隣接する。また、荒川左岸側の河川区域内、上江橋のすぐ北側に入会地由来の飛地が所在し、北側を大字指扇領別所の飛地、南側を大字西遊馬、西端で川越市大字古谷上と隣接し、南側を滝沼川が流れる。この飛地ほかその北側の市境沿いに大小多数ある西区の大字の飛地群は、西新井と同様にかつての指扇領の13の村々が領有していた入会地の名残である。
耕作地の多い農業地域で、大宮花の丘農林公苑や「西新井ふるさとの緑の景観地」などの自然が多く残る。北西側は雑木林を開発して造成した西新井団地と称する纏まった住宅地がある。

## 歴史
もとは江戸期より存在した武蔵国足立郡指扇領に属する新井村で、古くは中世末期頃より存在した内野郷水判土荘（みずはたのしょう）に属されていたと云われている。村高は正保年間の『武蔵田園簿』では75石（田33町余、畑41町余、野銭永1貫230文）、『元禄郷帳』では100石余で以降は変化なしであった。助郷は中山道上尾宿に出役していたが、正徳・安永年間は日光御成街道大門宿にも出役していた。化政期の戸数は21軒で、村の規模は東西10町、南北10町であった。地名の由来は新井の「井（イ）」には広くは開墾集落を意味していることから、新たな開墾集落を意味するものと思われる。荒川沿いに下谷原入会地を領していた。
- 1590年（天正18年）の知行は旗本三宅氏、1596年（慶長元年）より幕府領となる[4]。
- 1623年（元和9年）より知行は旗本山内氏。 1689年（元禄2年）より再び幕府領となる[4]。なお、検地は 1694年（元禄7年）に実施[6]。また、入会地の検地は1744年（延享元年）に実施。
- 1828年（文政11年）より上尾宿寄場64か村組合に所属[4]。
- 幕末の時点では足立郡に属し、明治初年の『旧高旧領取調帳』の記載によると、幕府領（代官・大竹左馬太郎支配所）[7]。
- 1868年（慶応4年）6月19日 - 武蔵知県事・山田政則（忍藩士）の管轄となる。
- 1869年（明治2年） 
  - 1月13日 - 武蔵知県事・宮原忠英の管轄区域に大宮県を設置、同県の管轄となる。県庁は東京府馬喰町に置かれる。
  - 9月29日 - 県庁が浦和に置かれ浦和県に改称。
- 1871年（明治4年）11月13日 - 第1次府県統合により埼玉県の管轄となる。
- 1879年（明治12年）3月17日 - 郡区町村編制法により成立した北足立郡に属す。郡役所は浦和宿に設置。それに伴い、郡内に同名の村（現、東新井）が存在したため西を冠称して西新井村となる[4][8]。
- 1889年（明治22年）4月1日 - 町村制施行に伴い、指扇村・宝来村・峰岸村・内野本郷村・西新井村・中釘村・清河寺村・高木村・指扇領辻村・指扇領別所村が合併して指扇村が成立。指扇村の大字西新井となる。
- 1926年（大正15年）9月4日 - 西新井のほか、その周辺で大旋風（竜巻）が発生[9]、西新井では重軽傷者15名、家屋被害19棟（全壊13棟、半壊6棟）の被害を出す[8]。
- 1955年（昭和30年）1月1日 - 指扇村が馬宮村・植水村・片柳村・春岡村・七里村とともに大宮市へ編入され[10]、大宮市の大字となる。
- 1997年（平成9年） - 地区内に大宮花の丘農林公苑の造成に着手する。
- 2000年（平成12年）10月 - 大宮花の丘農林公苑が完成する[11]。
- 2001年（平成13年）5月1日 - 大宮市が、浦和市、与野市と合併しさいたま市となり、さいたま市の大字となる。
- 2003年（平成15年）4月1日 - さいたま市が政令指定都市に移行しさいたま市西区の大字となる。
- 2010年（平成22年）3月27日 - 地区内に上尾道路が暫定2車線で開通する。

### 新井村に存在していた小字
- 西久保[12]
- 本村
- 走り下
- 牛沼

## 世帯数と人口
2019年（平成31年）1月1日現在の世帯数と人口は以下の通りである。
| 大字   | 世帯数  | 人口  |
| ------ | ------- | ----- |
| 西新井 | 277世帯 | 641人 |

## 小・中学校の学区
市立小・中学校に通う場合、学区（校区）は以下の通りとなる。
| 番地 | 小学校                   | 中学校                 |
| ---- | ------------------------ | ---------------------- |
| 全域 | さいたま市立指扇北小学校 | さいたま市立指扇中学校 |

## 交通
- 地区内に鉄道は敷設されていないが、最寄駅としては川越線西大宮駅などが近い[14]。

### 道路
- 国道17号（上尾道路）
  - 横断歩道橋の「西新井あおぞら橋」・「花の丘ふれあい橋」・「清河寺きよらか橋」が架かる。
- 埼玉県道165号大谷本郷さいたま線
- 花の丘通り

### バス
高崎線宮原駅方面の路線バスが運行されている。さいたま市コミュニティバスは西新井方面へ運行されないが、替わりにさいたま市西区乗合タクシー「あじさい号」の運行を実施している。また、当地域は上尾市域に属さないが、上尾市コミュニティバス「ぐるっとくん」が地区内に乗り入れている。
東武バスウエスト大宮営業事務所
地区内は「公民館」、「花の丘通り」、「花の丘」停留所が設置されている。
さいたま市乗合タクシー「あじさい号」
地区内は「西新井団地」、「西新井自治会館」、「清河寺団地入口」停留所が設置されている。
上尾市コミュニティバス「ぐるっとくん」
- 大谷循環

地区内は「花の丘公園」、「西新井」停留所が設置されている。

## 施設など
かつては臨済宗新養寺があり、寛永年間には寺子屋が開設されていたが、明治初年に廃寺となった。
- 大宮花の丘農林公苑 - 所在地は西新井だが、敷地の約半分が上尾市である。
  - 緑のふるさとセンター
- 西新井稲荷神社
- 妙陽堂
- 西新井団地
- 大宮国際カントリークラブ - 飛び地に所在
- 西新井ふるさとの緑の景観地[18]。